# فنسنت فالديز
فنسنت فالديز (بالإنجليزية: Vincent Valdez)‏ هو فنان أمريكي، ولد في 1977 في سان أنطونيو في الولايات المتحدة.